# I Liceum Ogólnokształcące im. Adama Mickiewicza w Prudniku
I Liceum Ogólnokształcące im. Adama Mickiewicza w Prudniku, wchodzące wraz z Liceum Ogólnokształcącym dla Dorosłych i Centrum Kształcenia Ustawicznego w skład Zespołu Szkół Ogólnokształcących nr 1 w Prudniku – publiczna szkoła ponadpodstawowa (liceum ogólnokształcące) znajdująca się w Prudniku przy ulicy Gimnazjalnej 2. Powstała 1945 w budynku dawnego Królewskiego Gimnazjum, założonego w 1898. Organem prowadzącym szkołę jest powiat prudnicki.

## Historia

### Królewskie Gimnazjum (1898–1945)
Budynek liceum przy ul. Gimnazjalnej został wzniesiony jako Królewskie Gimnazjum w latach 1897–1898 według projektu radcy budowlanego Ritzela. Powstał on w miejscu dawnego cmentarza parafii ewangelickiej. 11 października 1898 budynek gimnazjum poświęcił Alfons Nowack – nauczyciel religii. Pierwszym dyrektorem placówki był doktor August Jung.

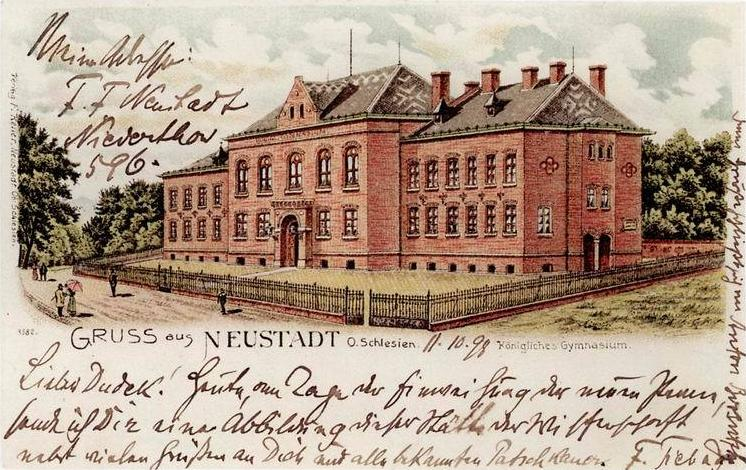
Pocztówka wydana z okazji poświęcenia Królewskiego Gimnazjum w Prudniku (1898)

30 czerwca 1902 doktor Jung odszedł ze stanowiska dyrektora. Jego miejsce zajął doktor Franke. Z inicjatywy Frankego, w szkole utworzono muzeum starożytności, gromadzące znaleziska archeologiczne z wykopalisk na ziemi prudnickiej. 1 lutego 1905 do Królewskiego Gimnazjum uczęszczało 205 uczniów. W roku 1906 gimnazjum liczyło 250 uczniów, z czego 161 pochodziło z Prudnika, a 69 spoza miasta. 201 z nich było katolikami, 42 ewangelikami, 7 Żydami. W 1908 dyrektor Franke został przeniesiony do Emmerich. Nowym dyrektorem został doktor Albert Lemmen. Po jego śmierci, stanowisko dyrektora przejął doktor Schneider. W dniu 1 lutego 1911 w placówce uczyło się 289 uczniów – 231 katolików, 50 protestantów i 8 Żydów. Do 1912 szkołę ukończyło 360 osób.
Gimnazjum oferowało stypendia dla pilnych i ubogich uczniów. Pochodziły one z gimnazjalnego funduszu stypendialnego, a także z fundacji doktora Wüstefelda, fundacji Hermanna i Emanuela Fränklów, fundacji Samuela Fränkla, fundacji Abrahama Fränkla, fundacji Josefa Pinkusa, fundacji hrabiego Thiele-Wincklera, a także z gimnazjalnej kasy chorych i ze wsparcia kardynała Georga von Koppa.

### Liceum i Gimnazjum Męskie (1945–1949)

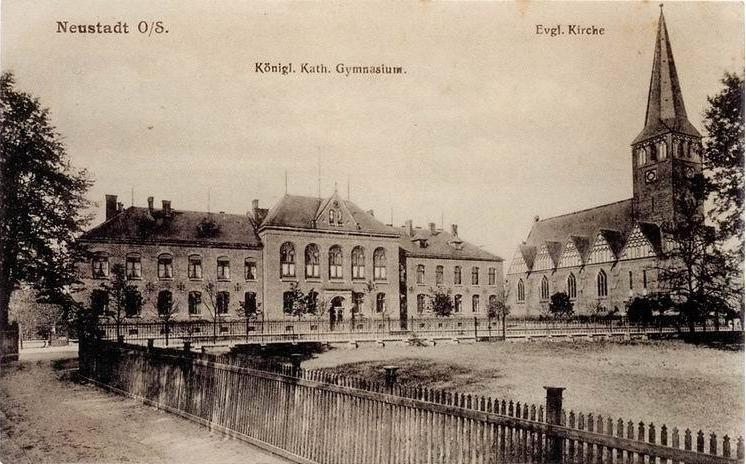
Liceum i kościół ewangelicki (1898)

Budynek szkoły nie został zniszczony podczas walk o Prudnik w okresie II wojny światowej w marcu 1945, jednak jego wnętrze zostało zdewastowane i okradzione z cennych przedmiotów. 7 lipca 1945 Kuratorium Okręgu Szkolnego w Katowicach podjęło decyzję o utworzeniu w Prudniku Liceum i Gimnazjum Męskiego, których dyrektorem został doktor Jerzy Krókowski; w lipcu tegoż roku magister Anna Klubówna doprowadziła także do utworzenia w Prudniku przy ul. Kościuszki 63, Samorządowego Gimnazjum i Liceum dla Dorosłych oraz Państwowego Gimnazjum i Liceum Żeńskiego.
Pierwszymi polskimi nauczycielami, którzy w maju 1945 przybyli do Prudnika, byli Jerzy Krókowski, Antoni Zięba, Józef Baraniu, Leopold Stefan Dutkiewicz, Wacław Lalewicz, Marian Mierzwiński, Walenty Dominik, Franciszek Ryszka, Janina Ryszka, Władysław Porczak i Michał Kruczek. Krókowski zrezygnował z pełnienia funkcji dyrektora w sierpniu, zastąpił go Zięba. Państwowe Liceum i Gimnazjum Męskie zostało otwarte 4 września 1945. Początkowo szkoła była czteroletnim gimnazjum i dwuletnim liceum o profilu matematyczno-przyrodniczym. Pierwszych 185 uczniów pochodziło nie tylko z Polski, ale też z ZSRR i Rumunii. Byli także autochtoni – Niemcy i Ślązacy. 14 września z pracy w Prudniku zrezygnował Zięba, a nowym dyrektorem szkoły został Baraniuk.

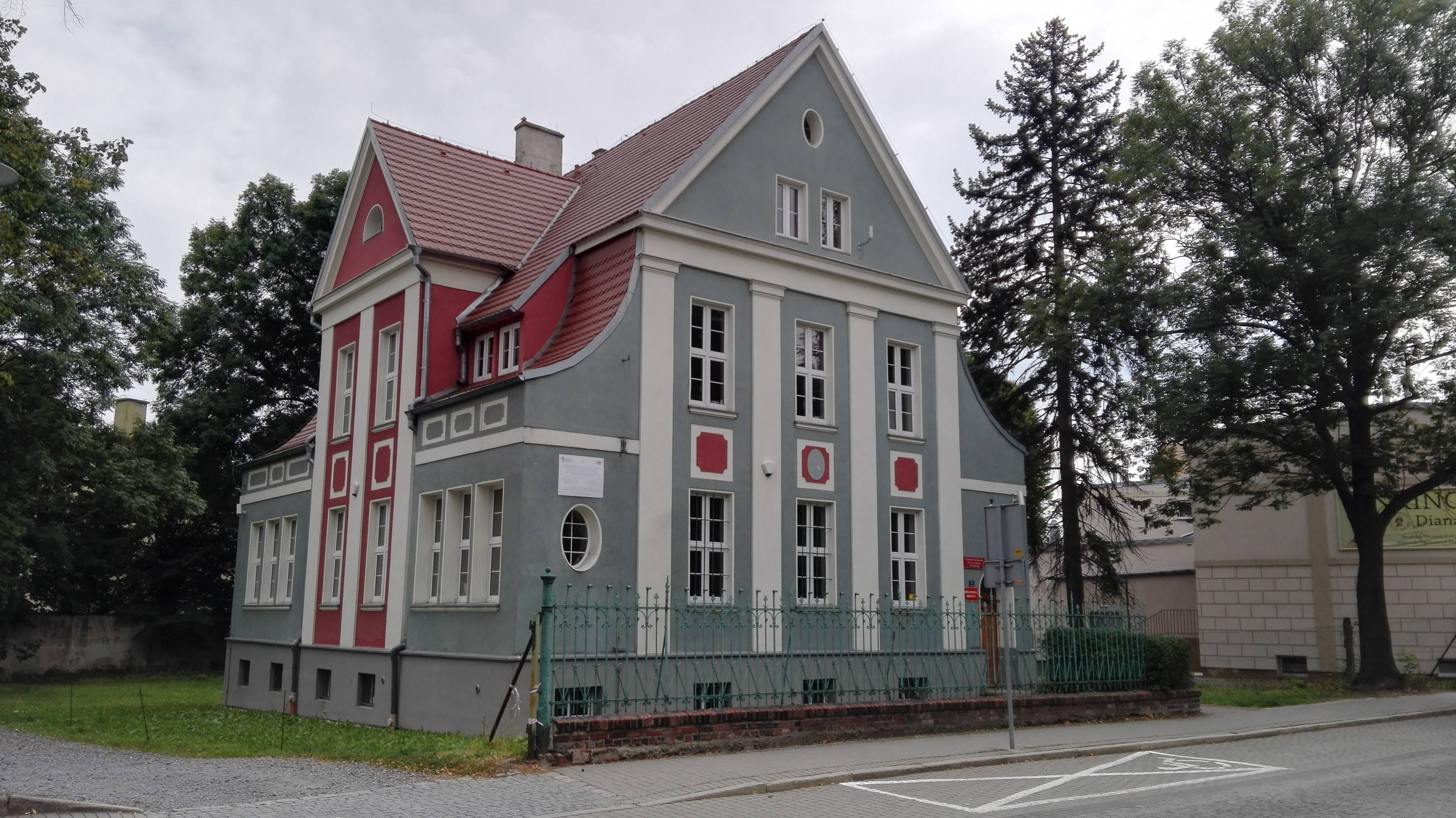
Biblioteka Zespołu Szkół Ogólnokształcących nr 1 w Prudniku (2017)

14 września 1945 w budynku szkolnym zorganizowano internat, a 30 września uruchomiono bibliotekę szkolną. Jej pracownicy wspólnie z uczniami wydali pierwszy numer „Poranka Szkolnego” budynku szkolnym zorganizowano internat. Pierwsze wycieczki szkolne: do Gliwic, Zlatych Hor i na Biskupią Kopę, miały miejsce w 1946. W roku 1946/1947 w szkole powstała drużyna piłkarska Sparta Prudnik. Istniała też sekcja saneczkarska, a także drużyna pływacka i sekcja kolarska. Baraniuk odszedł z funkcji dyrektora 16 sierpnia 1947, a jego miejsce zajął Edward Wojaczek (ojciec Rafała Wojaczka). 27 października 1947 w szkole odbyła się konferencja na temat relacji polsko-radzieckich, w której uczestniczyło 250 nauczycieli. W 1948 w liceum przeprowadzono pierwszy egzamin maturalny, do którego przystąpiło 15 uczniów.

### Szkoła koedukacyjna (1949–1975)
Następnym dyrektorem szkoły był Leon Tkacz. 28 sierpnia 1949 Kuratorium Oświaty Okręgu Śląskiego połączyło Liceum Męskie przy ul. Gimnazjalnej z żeńską szkołą ogólnokształcącą przy ul. Kościuszki. Dyrektorem placówki został Mieczysław Kielar. Szkoła liczyła wówczas 382 uczniów. W 1950 do matury przystąpiło 54 uczniów, a w 1951 – 111. W 1954 w liceum powstało koło literackie, które 11 marca wystawiło sztukę Adama Mickiewicza – Pan Tadeusz. 9 października 1955 z okazji 10-lecia istnienia szkoły odbył się pierwszy zjazd absolwentów.

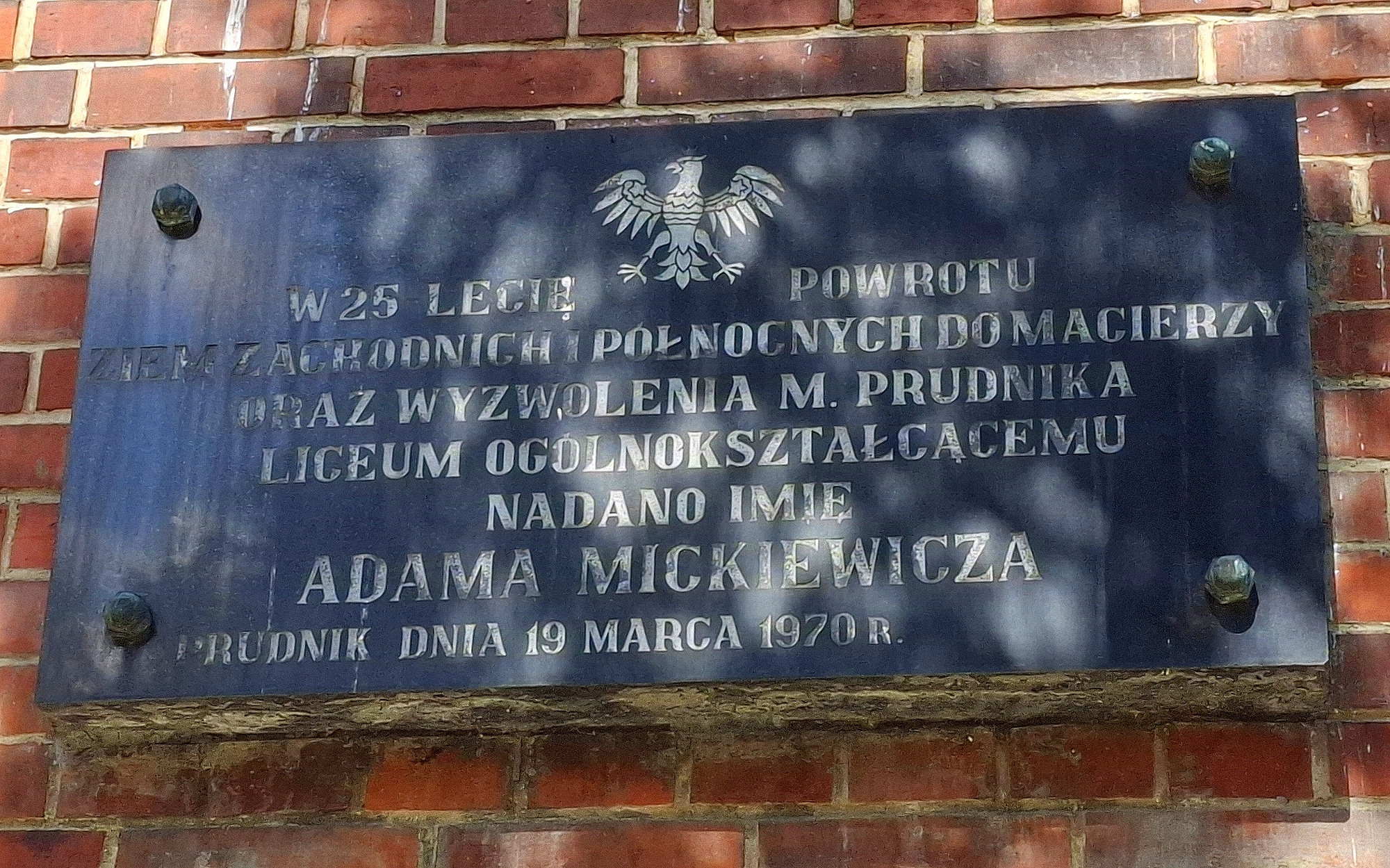
Tablica upamiętniająca nadanie placówce imienia Adama Mickiewicza w 1970

We wrześniu 1962 w liceum założono zespół muzyczny. W jego pierwszym składzie występowali Roman Skup (gitara prowadząca), Mieczysław Haładewicz (gitara basowa), Bogumił Grabowski (gitara akompaniująca), Włodzimierz Posnow (perkusja), Anna Matras (śpiew) i Barbara Skup (konferansjerka). Opiekunem zespołu był nauczyciel wychowania fizycznego Aleksander Zaczyński. W 1963 nowym perkusistą zespołu został Wojciech Stefański, a Barbarę Skup w konseransjerce wsparł Henryk Sobczak. W następnym roku szkolnym do zespołu dołączył Witold Miksik, grający na instrumentach klawiszowych, a zespół przyjął nazwę „Cosinus”. Następnie do zespołu dołączyli: Nina Wrzecionowska, Danuta Wiśniewska, Ewa Leligdowicz i Janusz Rypniewski.
19 marca 1970 szkole zostało nadane imię Adama Mickiewicza, a uczestnicy zjazdu absolwentów ufundowali sztandar.

### Zespół Szkół Ogólnokształcących nr 1 (od 1975)

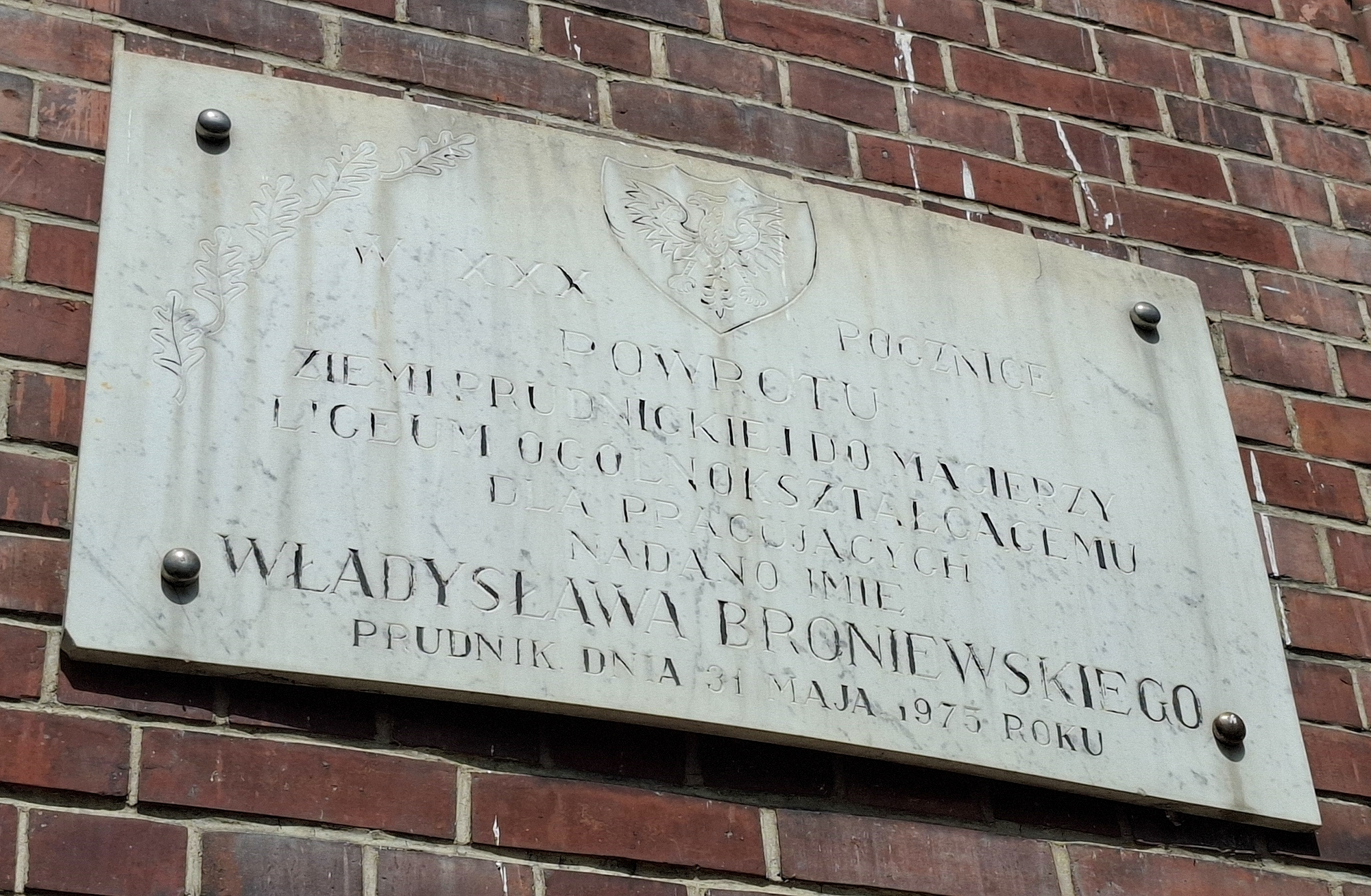
Tablica upamiętniająca nadanie placówce imienia Władysława Broniewskiego w 1975

31 maja 1975 na elewacji budynku liceum odsłonięto tablicę pamiątkową z inskrypcją: „W XXX rocznicę powrotu ziemi prudnickiej do macierzy liceum ogólnokształcącemu dla pracujących nadano imię Władysława Broniewskiego / Prudnik dnia 31 maja 1975 roku”. W 1978 władze oświatowe podjęły decyzję w sprawie połączenia Liceum Ogólnokształcącego dla Pracujących im. Władysława Broniewskiego i Średniego Studium Zawodowego z I Liceum Ogólnokształcącym im. Adama Mickiewicza w jedną szkołę pod nazwą Zespół Szkół Ogólnokształcących nr 1 w Prudniku.

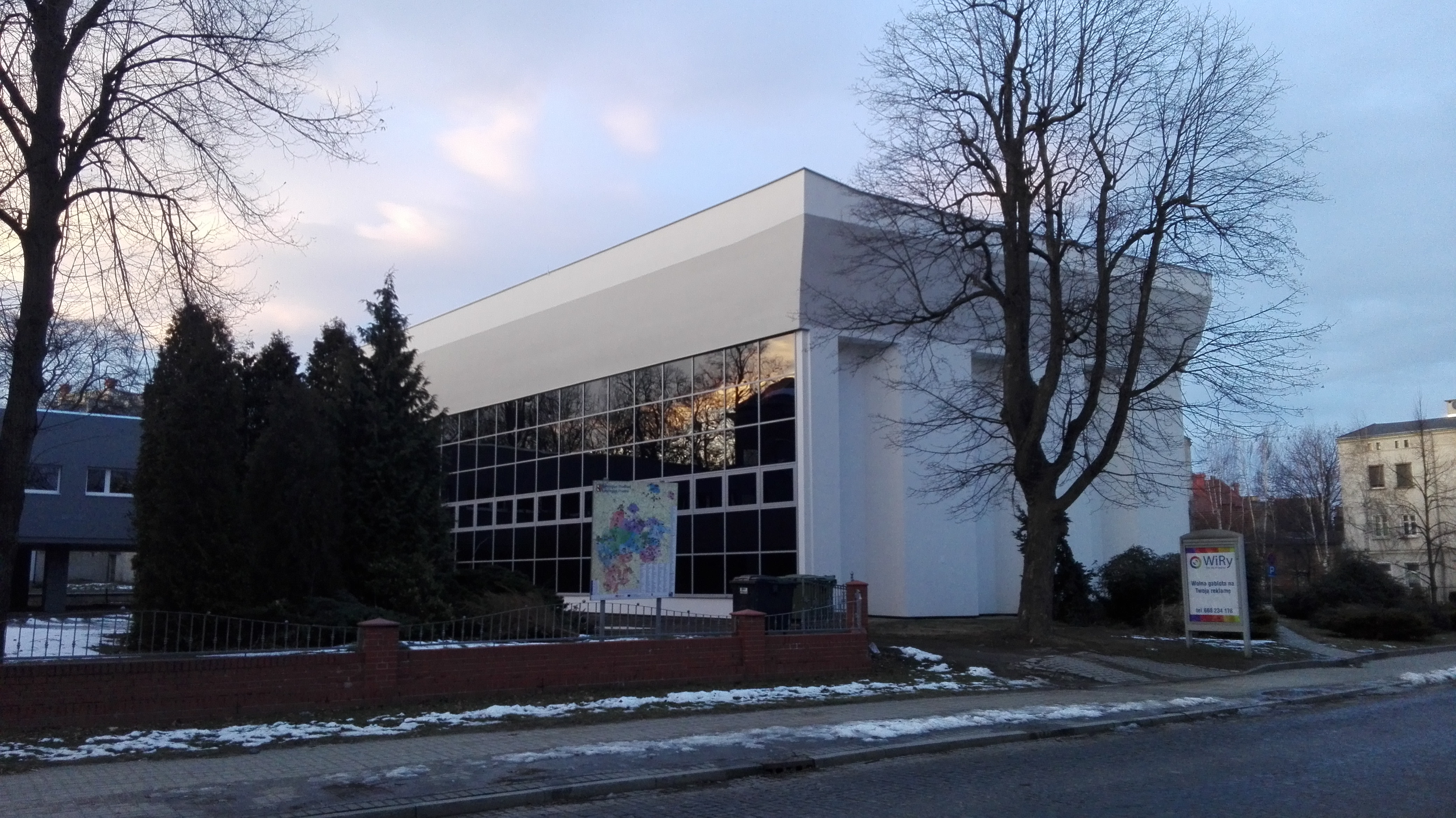
Hala sportowa przy liceum

W latach 80. XX wieku przy liceum, w miejscu, w którym stał rozebrany na przełomie lat 60. i 70. kościół ewangelicki, zbudowano halę sportową.
Od 2005 w liceum odbywa się Turniej Koszykówki im. Aleksandra Zaczyńskiego. 19 września 2021 przed halą została odsłonięta rzeźba naturalnej wielkości przedstawiająca pochodzącego z Prudnika kolarza Stanisława Szozdę, wykonana z brązu przez Przemysława Wolnego.

## Rankingi
W ostatnich latach liceum zajmowało następujące miejsca w rankingach miesięcznika „Perspektywy”:
- 2012: 392 miejsce w kraju, 16. miejsce w woj. opolskim[22]
- 2013: 402. miejsce w kraju, 13. miejsce w woj. opolskim (Brązowa Szkoła)[23]
- 2014: 391. miejsce w kraju, 12. miejsce w woj. opolskim (Brązowa Szkoła)[24]
- 2015: 500+ miejsce w kraju, 19. miejsce w woj. opolskim[25]
- 2016: 436. miejsce w kraju, 11. miejsce w woj. opolskim (Brązowa Szkoła)[26]
- 2017: 500+ miejsce w kraju, 22. miejsce w woj. opolskim[27]
- 2018: 500+ miejsce w kraju, 12. miejsce w woj. opolskim[28]
- 2019: 514. miejsce w kraju, 13. miejsce w woj. opolskim (Brązowa Szkoła)[29]
- 2020: 404. miejsce w kraju, 11. miejsce w woj. opolskim (Srebrna Szkoła)[30]
- 2021: 592. miejsce w kraju, 14. miejsce w woj. opolskim (Brązowa Szkoła)[31]
- 2022: 677. miejsce w kraju, 17. miejsce w woj. opolskim (Brązowa Szkoła)[32]
- 2023: 582. miejsce w kraju, 14. miejsce w woj. opolskim (Brązowa Szkoła)[33]
- 2024: 615. miejsce w kraju, 14. miejsce w woj. opolskim (Brązowa Szkoła)[34]
- 2025: 751. miejsce w kraju, 14. miejsce w woj. opolskim (Brązowa Szkoła)[35]

## Dyrektorzy szkoły
- V-VII 1945 – dr Jerzy Krókowski
- 1945 – 1947 – Józef Baraniuk
- 1945 – 1948 – Anna Klubówna
- 1947 – 1949 – Edward Wojaczek

Logo szkoły

- 1948 – 1949 – Franciszek Prada (LO dla pracowników)
- 1949 – Leon Tkacz
- 1949 – 1950 – Gustaw Kraina (LO dla pracowników)
- 1949 – 1947 – Mieczysław Kielar
- 1950 – 1957 – Leon Ilnicki (LO dla pracowników)
- 1957 – 1975 – Maria Michalik (LO dla pracowników)
- 1969 – 1975 – Franciszek Rybicki
- 1975 – 1978 – Maria Michalik
- 1975 – 1978 – Leszek Piasecki (LO dla pracowników)
- 1978 – 1992 – Marian Kucharczyk (Zespół Szkół Ogólnokształcących)
- 1992 – 2002 – Regina Sieradzka
- 2002 – 2007 – Ireneusz Czajkowski
- 2007 – 2019 –  Jadwiga Harasymowicz
- od 2019 – Benedykt Chałupnik[36]

## Absolwenci
| Absolwenci Królewskiego Gimnazjum (1898–1945) - Oscar Theodor Baron – przyrodnik - Hermann von Choltitz – landrat powiatu prudnickiego - Kurt Fränkel – przemysłowiec, doktor nauk chemicznych - Franciszek Górek – ksiądz katolicki, popularyzator wiedzy rolniczej - Paul Kollibay – adwokat, ornitolog - Paweł Kwoczek – adwokat, działacz narodowy, poseł - Paul Hoecker – malarz, wykładowca ASP w Monachium - Waldemar Otte – teolog, polityk - Hans Pinkus – przemysłowiec - Antoni Robota – ksiądz katolicki, działacz narodowy - Władysław Robota – ksiądz katolicki, działacz narodowy - Alfons Rogosz – franciszkanin - Stanisław Sobota – weterynarz, działacz narodowy - Alfons Spiller – chirurg, burmistrz Mysłowic - Franciszek Styra – ksiądz katolicki, więzień KL Auschwitz - Rafał Urban – pisarz, gawędziarz śląski - Wacław Wycisk – biskup pomocniczy opolski - Andrzej Zając – ksiądz katolicki, działacz narodowy |  | Absolwenci I Liceum Ogólnokształcącego (od 1945) - Leszek Baraniecki – geograf, geomorfolog - Andrzej Barszczyński – reżyser, scenarzysta - Michał „Z.B.U.K.U” Buczek – raper - Andrzej Dereń – dziennikarz - Harry Duda – poeta, dziennikarz - Kazimierz Feleszko – językoznawca, wykładowca UW i LMU - Jan Góra – dominikanin, twórca spotkań Lednica 2000 - Alicja Kasperska-Zając – profesor nauk medycznych - Aleksandra Konieczna – aktorka - Włodzimierz Kosiński – dziennikarz - Tadeusz Kukiz – lekarz, działacz kresowy - Jan Naskręt – polityk - Krzysztof Pieczyński – aktor - Radosław Roszkowski – samorządowiec - Krzysztof Szeremeta – poeta, animator kultury - Jarosław Wasik – piosenkarz - Danuta Zachariasiewicz – pływaczka |